# Liga Mexicana del Pacífico 1975-76
La Temporada 1975-76 de la Liga Mexicana del Pacífico fue la 18.ª edición, llevó el nombre de Abundio Vargas Rubio y comenzó el 8 de octubre de 1975.
En esta temporada el equipo de Venados de Mazatlán cambio de nombre a Rojos de Mazatlán.
Durante la campaña se presentaron dos juegos sin hit ni carrera.
La temporada finalizó el 31 de enero de 1976, con la coronación de los Naranjeros de Hermosillo al vencer 4-3 en serie final a los Yaquis de Ciudad Obregón.

## Sistema de competencia

### Temporada regular
La temporada regular se dividió en dos vueltas, abarcando un total de 86 juegos a disputarse para cada uno de los ocho clubes. Al término de cada mitad, se asigna un puntaje que va de 1 a 8 puntos en forma ascendente, según la clasificación (standing) general de cada club. El equipo con mayor puntaje se denomina campeón del rol regular. A continuación se muestra la distribución de dicho puntaje:
- Primera posición: 8 puntos
- Segunda: 7 puntos
- Tercera: 6 puntos
- Cuarta: 5 puntos
- Quinta: 4 puntos
- Sexta: 3 puntos
- Séptima: 2 puntos
- Octava: 1 puntos

### Semifinal
Para la etapa de semifinales, pasan los cuatro equipos con mayor puntaje con base en las dos mitades de la temporada regular. De esta manera, el cuarto se enfrenta como visitante al segundo del standing en una serie, mientras que el primero y el tercero hacen lo mismo a su vez.

### Final
Se da entre los equipos que ganaron en la etapa de semifinales, a ganar 4 de 7 juegos.

## Calendario
- Número de Juegos: 86 juegos

## Datos Sobresalientes
- Peter Bonfils, lanza un juego sin hit ni carrera el 16 de noviembre de 1975, con los Cañeros de Los Mochis en contra de Yaquis de Ciudad Obregón, siendo el número 9 de la historia de la LMP.
- Rene Chávez,, lanza un juego sin hit ni carrera el 7 de enero de 1976, con los Ostioneros de Guaymas en contra de Rojos de Mazatlán, siendo el número 10 de la historia de la LMP.

## Equipos participantes
| Liga Mexicana del Pacífico 1975-76 |           |                |                        |                          |           |
| Equipo                             | Fundación | Mánager        | Ciudad                 | Estadio                  | Capacidad |
| Algodoneros de Guasave             | 1970      | Por definir    | Guasave, Sinaloa       | Francisco Carranza Limón | 8,000     |
| Cañeros de Los Mochis              | 1947      | Por definir    | Los Mochis, Sinaloa    | Emilio Ibarra Almada     | 6,000     |
| Mayos de Navojoa                   | 1950      | Por definir    | Navojoa, Sonora        | Manuel Ciclón Echeverría | 8,000     |
| Naranjeros de Hermosillo           | 1944      | Benjamín Reyes | Hermosillo, Sonora     | Héctor Espino            | 10,000    |
| Ostioneros de Guaymas              | 1945      | Por definir    | Guaymas, Sonora        | "Abelardo L. Rodríguez"  | 5,000     |
| Rojos de Mazatlán                  | 1945      | Por definir    | Mazatlán, Sinaloa      | Teodoro Mariscal         | 6,000     |
| Tomateros de Culiacán              | 1965      | Por definir    | Culiacán, Sinaloa      | General Ángel Flores     | 8,000     |
| Yaquis de Ciudad Obregón           | 1947      | Jimmy Williams | Ciudad Obregón, Sonora | Tomás Oroz Gaytán        | 10,000    |

## Standings

### Primera Vuelta
| Equipos                  | JJ | JG | JP | JE | JV   | PCT  | PTS |
| ------------------------ | -- | -- | -- | -- | ---- | ---- | --- |
| Yaquis de Ciudad Obregón | 44 | 28 | 16 | -  | -    | .636 | 8   |
| Naranjeros de Hermosillo | 44 | 25 | 19 | -  | 3.0  | .568 | 7   |
| Mayos de Navojoa         | 44 | 24 | 19 | 1  | 3.5  | .558 | 6   |
| Venados de Mazatlán      | 45 | 23 | 20 | 2  | 4.5  | .535 | 5   |
| Tomateros de Culiacán    | 45 | 22 | 21 | 2  | 5.5  | .512 | 4   |
| Cañeros de Los Mochis    | 44 | 19 | 24 | 1  | 8.5  | .442 | 3   |
| Ostioneros de Guaymas    | 44 | 19 | 25 | -  | 9.0  | .432 | 2   |
| Algodoneros de Guasave   | 44 | 14 | 30 | -  | 14.0 | .318 | 1   |

### Segunda Vuelta
| Equipos                  | JJ | JG | JP | JE | JV   | PCT  | PTS |
| ------------------------ | -- | -- | -- | -- | ---- | ---- | --- |
| Yaquis de Ciudad Obregón | 41 | 28 | 13 | -  | -    | .683 | 8   |
| Naranjeros de Hermosillo | 42 | 24 | 18 | -  | 4.5  | .571 | 7   |
| Cañeros de Los Mochis    | 42 | 22 | 20 | -  | 6.5  | .524 | 6   |
| Mayos de Navojoa         | 42 | 21 | 11 | -  | 7.5  | .500 | 5   |
| Tomateros de Culiacán    | 42 | 20 | 22 | -  | 8.5  | .476 | 4   |
| Ostioneros de Guaymas    | 42 | 19 | 23 | -  | 9.5  | .452 | 3   |
| Venados de Mazatlán      | 42 | 17 | 25 | -  | 11.5 | .405 | 2   |
| Algodoneros de Guasave   | 41 | 16 | 25 | -  | 12.0 | .390 | 1   |

### General
| Equipos                  | JJ | JG | JP | JE | JV   | PCT  | PTS |
| ------------------------ | -- | -- | -- | -- | ---- | ---- | --- |
| Yaquis de Ciudad Obregón | 85 | 56 | 29 | -  | -    | .659 | 16  |
| Naranjeros de Hermosillo | 86 | 49 | 37 | -  | 7.5  | .570 | 14  |
| Mayos de Navojoa         | 86 | 45 | 40 | 1  | 11.0 | .529 | 11  |
| Cañeros de Los Mochis    | 86 | 41 | 44 | 1  | 15.0 | .482 | 9   |
| Tomateros de Culiacán    | 87 | 42 | 43 | 2  | 14.0 | .494 | 8   |
| Venados de Mazatlán      | 87 | 40 | 45 | 2  | 16.0 | .470 | 7   |
| Ostioneros de Guaymas    | 86 | 38 | 48 | -  | 18.5 | .442 | 5   |
| Algodoneros de Guasave   | 85 | 30 | 55 | -  | 26.0 | .353 | 2   |

| Avanza a Play-off |

## Play-off
|  | Semifinales              | Semifinales              | Semifinales              |                          |                          | Final                    | Final | Final |  |
|  |                          |                          |                          |                          |                          |                          |       |       |  |
|  |                          |                          |                          |                          |                          |                          |       |       |  |
|  | Cañeros de Los Mochis    | Cañeros de Los Mochis    | 0                        |                          |                          |                          |       |       |  |
|  | Cañeros de Los Mochis    | Cañeros de Los Mochis    | 0                        |                          |                          |                          |       |       |  |
|  | Naranjeros de Hermosillo | Naranjeros de Hermosillo | 4                        |                          |                          |                          |       |       |  |
|  | Naranjeros de Hermosillo | Naranjeros de Hermosillo | 4                        |                          | Naranjeros de Hermosillo | Naranjeros de Hermosillo | 4     |       |  |
|  |                          |                          |                          |                          | Naranjeros de Hermosillo | Naranjeros de Hermosillo | 4     |       |  |
|  |                          |                          | Yaquis de Ciudad Obregón | Yaquis de Ciudad Obregón | 3                        |                          |       |       |  |
|  | Mayos de Navojoa         | Mayos de Navojoa         | Yaquis de Ciudad Obregón | Yaquis de Ciudad Obregón | 3                        | 3                        |       |       |  |
|  | Mayos de Navojoa         | Mayos de Navojoa         |                          |                          |                          | 3                        |       |       |  |
|  | Yaquis de Ciudad Obregón | Yaquis de Ciudad Obregón | 4                        |                          |                          |                          |       |       |  |
|  | Yaquis de Ciudad Obregón | Yaquis de Ciudad Obregón | 4                        |                          |                          |                          |       |       |  |
|  |                          |                          |                          |                          |                          |                          |       |       |  |

### Semifinal
| Equipos                  | JJ | JG | JP | JE | JV  | PCT   |
| ------------------------ | -- | -- | -- | -- | --- | ----- |
| Naranjeros de Hermosillo | 4  | 4  | 0  | -  | -   | 1.000 |
| Yaquis de Ciudad Obregón | 7  | 4  | 3  | -  | -   | .571  |
| Mayos de Navojoa         | 7  | 3  | 4  | -  | 1.0 | .429  |
| Cañeros de Los Mochis    | 4  | 0  | 4  | -  | 4.0 | .000  |

| Avanza a la final |

### Final
| Equipos                  | JJ | JG | JP | JE | JV  | PCT  |
| ------------------------ | -- | -- | -- | -- | --- | ---- |
| Naranjeros de Hermosillo | 7  | 4  | 3  | -  | -   | .571 |
| Yaquis de Ciudad Obregón | 7  | 3  | 4  | -  | 1.0 | .429 |

| Campeón |

## Cuadro de Honor
| Equipos                  | Posición   |
| ------------------------ | ---------- |
| Naranjeros de Hermosillo | Campeón    |
| Yaquis de Ciudad Obregón | Subcampeón |
| Mayos de Navojoa         | 3° Lugar   |
| Cañeros de Los Mochis    | 4° Lugar   |
| Tomateros de Culiacán    | 5° Lugar   |
| Venados de Mazatlán      | 6° Lugar   |
| Ostioneros de Guaymas    | 7° Lugar   |
| Algodoneros de Guasave   | 8° Lugar   |

## Designaciones
A continuación se muestran a los jugadores más valiosos de la temporada.
| Designación         | Ganador         | Equipo                   |
| ------------------- | --------------- | ------------------------ |
| Jugador Más Valioso | Héctor Espino   | Naranjeros de Hermosillo |
| Pitcher del Año     | José Peña       | Mayos de Navojoa         |
| Novato del año      | Néstor Espinoza | Cañeros de Los Mochis    |
| Mánager del Año     | Benjamín Reyes  | Naranjeros de Hermosillo |
| Mánager Campeón     | Benjamín Reyes  | Naranjeros de Hermosillo |
| Campeón de Bateo    | Héctor Espino   | Naranjeros de Hermosillo |
| Campeón de Pitcheo  | Freddy Arroyo   | Algodoneros de Guasave   |